# Принцип вибуху
Принцип вибуху (лат. ex falso (sequitur) quodlibet (EFQ), «з брехні, що завгодно (слідує)», або лат. ex contradictione (sequitur) quodlibet (ECQ), «з протиріччя, що завгодно (слідує)») — правило класичної логіки, інтуїціоністської логіки та подібних логічних систем для яких, будь-яке твердження можна вивести із суперечності. Тобто, якщо допустити протиріччя, тоді будь-яке висловлювання (разом з його запереченням) буде наслідком протиріччя.
Для демонстрації принципу розглянемо два протилежних твердження — «Усі лимони є жовтими» та «Не усі лимони є жовтими», та припустимо, що обидва одночасно істинні. У цьому випадку, будь-що можна довести, наприклад «Єдинороги існують», користуючись цим доведенням:
1. Ми знаємо що «Усі лимони є жовтими», оскільки це визначено як істина.
2. Таким чином, твердження («Усі лимони є жовтими» АБО «Єдинороги існують») також має бути істинним, оскільки перша частина істинна.
3. У випадку, якщо «Не усі лимони є жовтими» (що теж визначено як істина), єдинороги повинні існувати — інакше твердження 2 не є істинним. Так ми «довели», що єдинороги існують. Так можна довести будь-яке твердження і «Єдинороги не існують» у тому числі.

Через принцип вибуху, існування суперечності у формальній системі аксіом є катастрофою; оскільки будь-яке твердження можна довести, це знецінює поняття істинності. У 20 столітті, виявлення суперечностей, таких як парадокс Расселла у засадах математики поставило під загрозу усю структуру математики. Багато математиків, таких як Готлоб Фреге, Ернст Цермело, Абрахам Френкель, і Туралф Скулем доклали багато зусиль до перегляду теорії множин, для позбавлення від цих суперечностей, що призвело до створення сучасної теорії множин Цермело — Френкеля.
Як інше рішення цих проблем, деякі математики створили альтернативні теорії логіки названі параконсистентною логікою, які позбавляються принципу вибуху. Вони дозволяють довести деякі суперечливі твердження без впливу на інші доведення. У штучному інтелекті та моделях людської причинності така логіка часто використовується.

## Символьна форма
У символічній логіці, принцип вибуху можна записати так:
{\displaystyle \forall P\forall Q:(P\land \neg P)\vdash Q}
(Для будь-яких тверджень P та Q, якщо P та не-P обидва істинні, тоді Q істинне.)

## Доведення
Формальне доведення користуючись символічною логікою:
1. {\displaystyle P\land \neg P}
2. {\displaystyle P} із (1) виключенням кон'юнкції
3. {\displaystyle \neg P} із (1) виключенням кон'юнкції
4. {\displaystyle P\lor Q} із (2) введенням диз'юнкції
5. {\displaystyle Q} із (3) та (4) за допомогою диз'юнктивного сиолоґізму
6. {\displaystyle (P\land \neg P)\rightarrow Q} із (5) умовним доведенням

Це символьна версія неформального доведення, де {\displaystyle P} це «Усі лимони є жовтими» і {\displaystyle Q} це «Єдинороги існують». Із «Усі лимони є жовтими та не усі лимони є жовтими»(1) ми отримуємо «Усі лимони є жовтими»(2) та «Не усі лимони є жовтими»(3); із «Усі лимони є жовтими»(2) ми отримуємо «Усі лимони є жовтими або єдинороги існують»(4);із «Не усі лимони є жовтими»(3) та «Усі лимони є жовтими або єдинороги існують»(4), ми робимо висновок що «Єдинороги існують»(5). Таким чином, якщо усі лимони є жовтими або не є жовтими, єдинороги існують.

### Семантичне доведення
Альтернативне доведення принципу походить з теорії моделей. Речення{\displaystyle P} це умовивід множини речень {\displaystyle \Gamma }, тільки якщо кожна модель {\displaystyle \Gamma } це модель {\displaystyle P}. Але не може існувати моделі суперечливої множини{\displaystyle (P\land \neg P)}. Це означає, що не існує моделі {\displaystyle (P\land \neg P)} яка не є моделлю {\displaystyle Q}. Виходить кожна модель {\displaystyle (P\land \neg P)} це модель {\displaystyle Q}.У результаті {\displaystyle Q} це умовивід {\displaystyle (P\land \neg P)}.

## Параконсистентна логіка
Параконсистентна логіка була створена дозволяти використання операторів створюючих суперечності. Теоретико-модельні параконсистентні логіки зазвичай заперечують неіснування моделі{{\displaystyle \phi ,\neg \phi }} та створюють семантичні системи, в яких такі моделі існують. Вони також відкидають ідею того, що висловлювання можна оцінювати як істинні та неістинні. Теоретико-доказові параконсистентні логіки зазвичай відкидають один із кроків, необхідних для вибуху, наприклад диз'юнктивний сиолоґізм.

## Використання
Метаматематична цінність принципу вибуху у тому, що будь-яка теорія яка доводить ⊥ (або еквівалентну форму, {\displaystyle \phi ,\neg \phi }) є беззмістовною, оскільки будь-яке її твердження стане теоремою, роблячи неможливим відрізнення істини від хиби. Принцип вибуху є причиною закону суперечності у класичній логіці, оскільки без нього будь-яке істинне твердження втратить усякий зміст.